# Associação Cultural Samba é Nosso
Associação Cultural Samba é Nosso foi uma liga de carnaval que rege os grupos de acesso do Carnaval Carioca, desfilantes da Estrada Intendente Magalhães e que estavam divididos em Grupos C, D e E - respectivamente, quarta, quinta e sexta divisões do desfile de escolas de samba.

## História
Em 2015, desentendimentos na diretoria da AESCRJ levaram a entidade a sofrer intervenção da Riotur às vésperas do Carnaval. Por conta disso, após o carnaval daquele ano surgiu a Associação Cultural Samba é Nosso. Esta última foi criada numa reunião no bairro do Campinho, recebendo a filiação de parte das escolas de samba da Série B e todas as escolas das Séries C, D e E. 
O então vice-presidente da Portela, Marcos Falcon, foi escolhido presidente.
Uma vez que a Samba é Nosso buscava o controle de todos os desfiles da Intendente Magalhães, um impasse foi gerado sob qual liga organizaria a competição da Série B. A Samba é Nosso chegou a conseguir autorização da Riotur para administrar todos os grupos da Intendente.
Posteriormente, no entanto, a Riotur voltou atrás e também reconheceu a Liesb, determinando que as quatro agremiações da Série B que estavam filiadas à Samba é Nosso, passariam para a liga rival.. 
Em 2016, o presidente Marcos Falcon, que também era presidente da Portela, foi assassinado a tiros.
Em Outubro de 2016, numa assembléia ficou definido que as Séries C, D, E passem para a LIESB, a fim de que todos os grupos da Intendente sejam administradas unicamente.

### Presidentes
| Nome              | Mandato               | Ref.  |
| ----------------- | --------------------- | ----- |
| Marcos Falcon     | Fundação - 26/09/2016 | [ 8 ] |
| Reynaldo Bandeira | 26/09/2016            |       |